# Historické jádro města

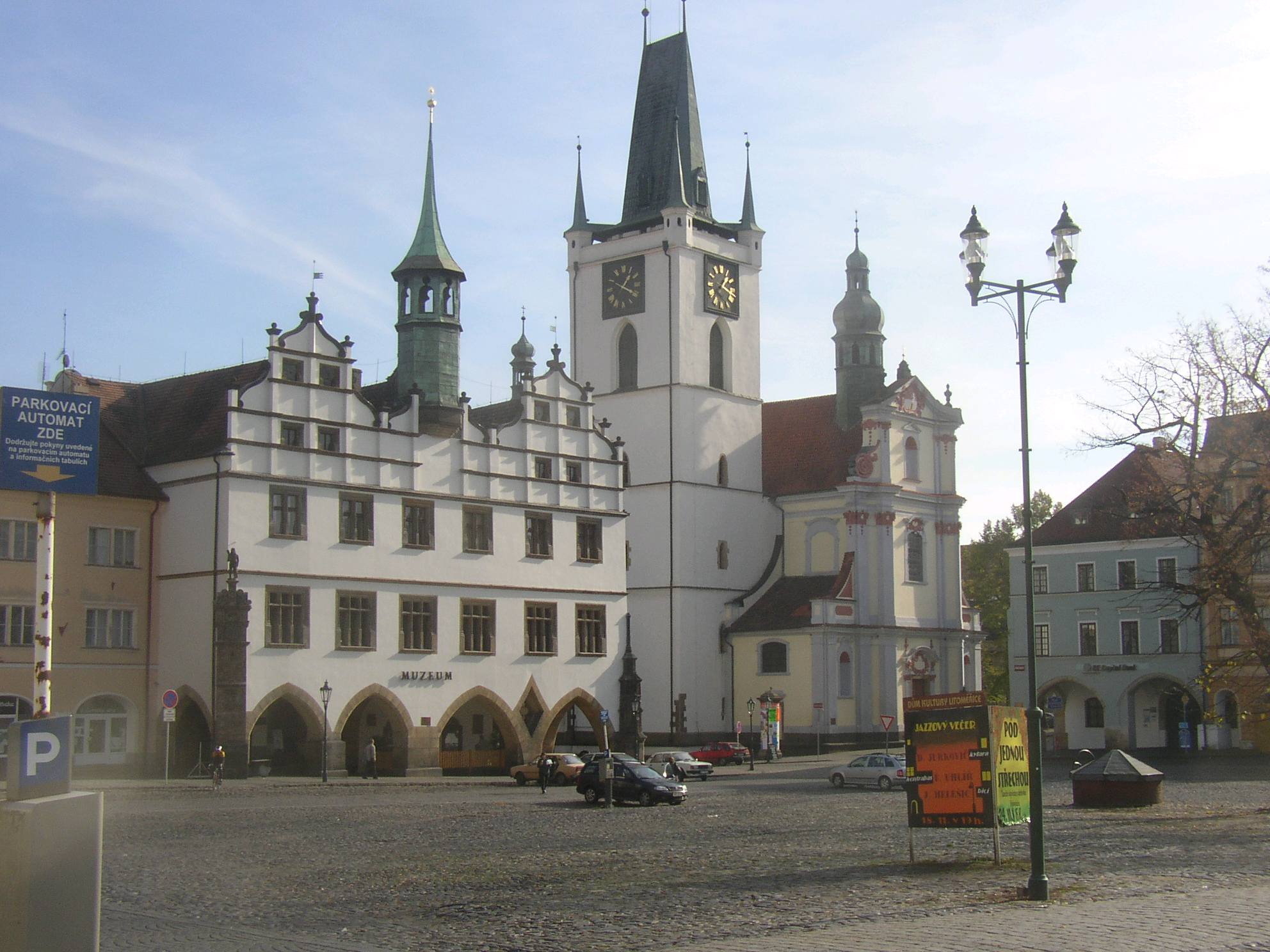
Mírové náměstí v Litoměřicích

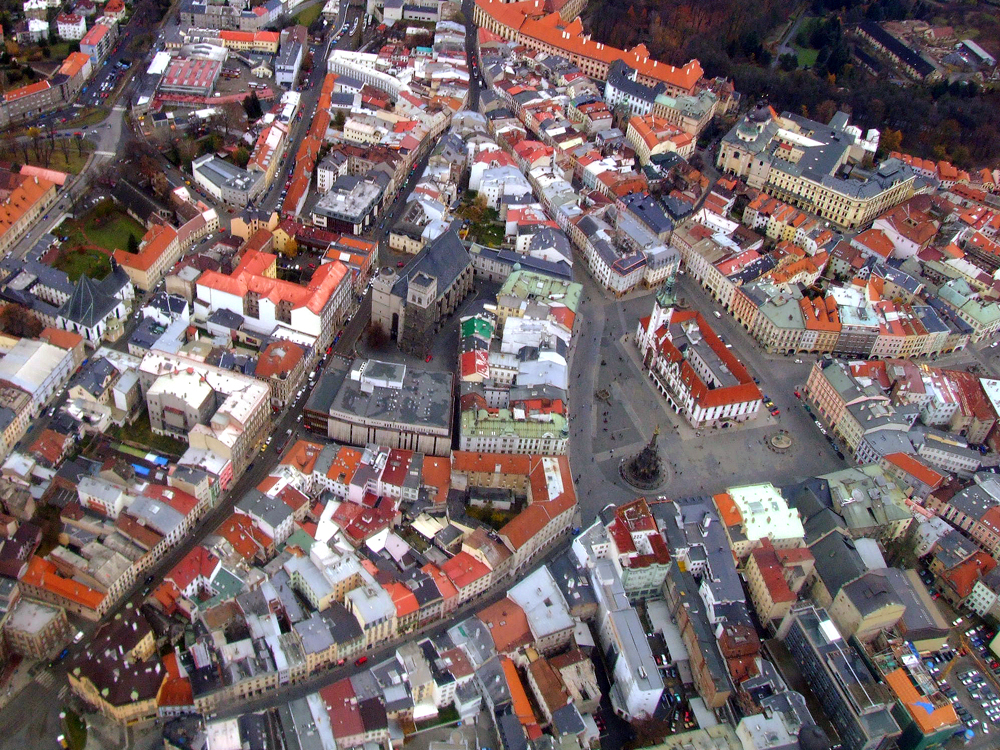
Západní část historického jádra Olomouce

Historické jádro je obvykle část města, která se nachází na půdorysu ohraničeném obrysem původních středověkých hradeb. Nacházejí se zde obvykle nejvýznamnější a historicky nejhodnotnější starobylé budovy a stavby z různých období (gotika, renesance, baroko aj), které mají velkou stavebněhistorickou a uměleckořemeslnou hodnotu a jsou turisticky atraktivní.
Z toho důvodu se v historických jádrech často zavádí v nějaké formě památková ochrana (např. městská památková rezervace).
Historická jádra se postupným vývojem profilovala jako urbanisticky unikátní části měst, jichž byla původně zárodkem (východiskem). V jejich obvodu se v nebývalé pestrosti koncentrují nejrůznější funkce a aktivity města, které nejsou v jiných částech a čtvrtích v takové rozmanitosti (i hierarchicky vyšším stupni) přítomny. Jsou to funkce veřejné správy, soudnictví, kultury, atraktivního bydlení, obchodu, náboženství a vyššího školství a velmi často také dopravy. V určitém výčtu měst přiléhají železniční nebo autobusová nádraží přímo na historické jádro. K centru míří také místní veřejná doprava. Naopak individuální (především automobilová) doprava je postupem doby stále více omezována a v řadě měst je historické jádro též pěší zónou. Vedle objektivně zjistitelných vlastností je centrum nadáno rovněž těžko specifikovatelným vjemem charakteru místa (genius loci), který je většinou obyvatel spontánně reflektován. Urbanistické cézury dané polohou někdejších hradeb jsou obvykle stále citlivě vnímány, i když v prostoru dávno žádné hradby nejsou.
Pro tyto vlastnosti jsou ceny pozemků v historickém jádru výrazně nejvyšší z celého katastru města a střed má po všech stránkách vysokou atraktivitu. Historický střed města je také v naprosté většině případů nejatraktivnějším a orientačně nejzřetelnějším cílem kam se koncentruje výrazně nejvyšší zájem obyvatel i návštěvníků té které obce. Dlouhodobé zkušenosti ukazují, že atmosféra, která je v historických jádrech přítomna, i pestrá skladba aktivit nejsou uměle vytvořitelné.